# Spanische Nationalmannschaft bei der Internationalen Sechstagefahrt

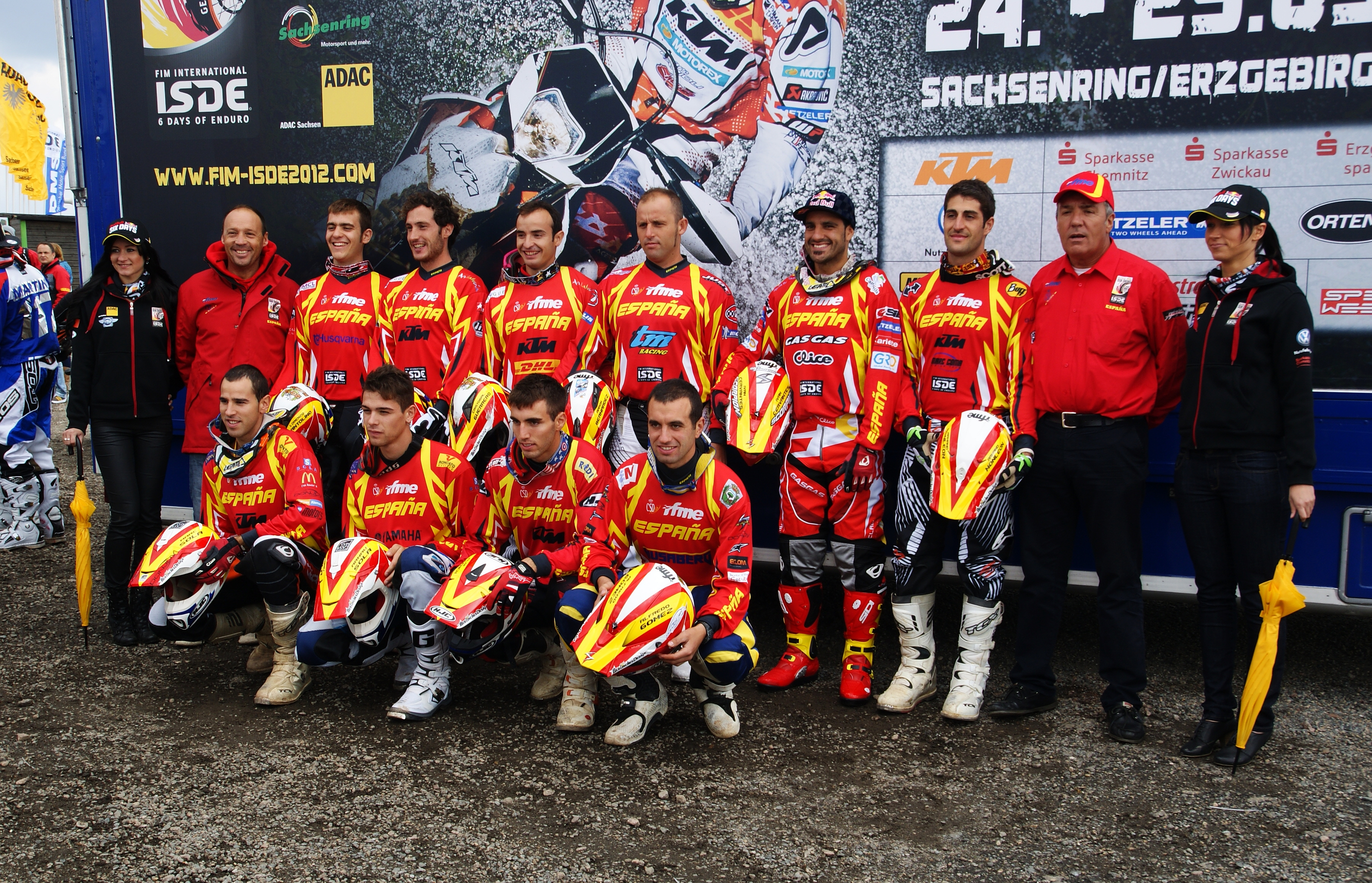
Die spanischen Nationalmannschaften bei der 87. Internationalen Sechstagefahrt

Die spanischen Nationalmannschaften bei der Internationalen Sechstagefahrt sind eine Auswahl von Fahrern und Fahrerinnen für die Nationenwertungen dieses Wettbewerbes.
Entsprechend der Regelungen für die Sechstagefahrt wurden Nationalmannschaften für die Wertung um die Trophy (später: World Trophy), Silbervase (ab 1985: Junior World Trophy) und die Women`s World Trophy zugelassen. Der Umfang der Mannschaften und die Regularien für die Teilnahme änderte sich mehrmals im Laufe der Zeit.
1954 nahm erstmals eine Nationalmannschaft im Wettbewerb um die Silbervase, 1965 das erste Mal ein Team im Wettbewerb um die World Trophy teil. 1985 gelangen in beiden Wettbewerben die ersten Podestplatzierungen mit dem jeweils zweiten Platz. 1998 gelang der erste Sieg bei der Junior World Trophy, der Sieg konnte zweimal in Folge wiederholt werden. Die World Trophy konnte bislang nicht errungen werden.
Bei bislang fünf Teilnahmen erreichten die Frauen einmal den zweiten und zweimal den dritten Platz.
Die Liste erhebt keinen Anspruch auf Vollständigkeit.

## 1954–2006
| Jahr                    | World Trophy | Silbervase |
| ----------------------- | --- | --- |
| 1954                    | keine Teilnahme | 16. E. Millet (Montesa 125) José Maria Llobet (Montesa 125) José Antonio Elizalde (Montesa 125)                                                          |
| 1955                    | keine Teilnahme | keine Teilnahme |
| 1956                    | keine Teilnahme | 28. (A-Mannschaft) Jose Antonio Maseras Salas (Sanglas 497) Jose Raja Linares (Sanglas 347) José Antonio Elizalde (Ossa 124) Jose Romeu Gutes (Ossa 124) |
| 1956                    | keine Teilnahme | 29. (B-Mannschaft) Francisco Romana Brunet (Sanglas 497) Jose Espiell Font (Sanglas 347) Conrado Cadirat Baque (Ossa 124) Juan Vidal Martinez (Ossa 124) |
| 1957                    | keine Teilnahme | keine Teilnahme |
| 1958                    | keine Teilnahme | 17. (A-Mannschaft) Conrado Cadirat (Ossa 165) José Antonio Elizalde (Ossa 175) Juan Elizade (Ossa 165) Jose Antonio Maseras Salas (Sanglas 497)          |
| 1958                    | keine Teilnahme | 18. (B-Mannschaft) Oriol Puig Bultó (Ossa 165) Enrique Palero (Ossa 165) Jose Romeu Gutes (Ossa 165) Jose Raja (Sanglas 497)                             |
| {\displaystyle \vdots } | keine Teilnahme | keine Teilnahme |
| 1964                    | keine Teilnahme | 12. J. Soler (Bultaco 125) J. Sol (Bultaco 175) J. Sanchez (Bultaco 175) Oriol Puig Bultó (Bultaco 175)                                                  |
| 1965                    | 8. J. S. Martinez (Bultaco 124) J. S. Bulto (Bultaco 124) J. B. Gomez (Bultaco 174) C. Verdaguer Torrens (Bultaco 174) Oriol Puig Bultó (Bultaco 244) R. C. Vendrell (Bultaco 244)               | keine Teilnahme |
| 1966                    | 7. R. Costa (Bultaco 250) Oriol Puig Bultó (Bultaco 250) J. Sanchez (Bultaco 175) C. Verdaguer Torrens (Bultaco 175) A. Ferrer (Bultaco 125) Jaime Bordoy Ferrer (Bultaco 125)                   | keine Teilnahme |
| 1967                    | keine Teilnahme | 11. C. Verdaguer Torrens (Bultaco 250) R. Costa (Bultaco 250) Oriol Puig Bultó (Bultaco 350) J. Sanchez (Bultaco 350)                                    |
| 1968                    | keine Teilnahme | 16. (A-Mannschaft) C. Verdaguer Torrens (Bultaco 244) Juan Antonio Soles (Bultaco 251) Oriol Puig Bultó (Bultaco 251) Jaime Bordoy Ferrer (Bultaco 251)  |
| 1968                    | keine Teilnahme | 20. (B-Mannschaft) C. Rocamora Sellares (Bultaco 244) E. Bosser Gamundi (Bultaco 251) Jorge Gali Camprubi (Bultaco 244) Gris Veas Domingo (Bultaco 244)  |
| 1969                    | keine Teilnahme | 11. Jesus Frias Gomez (Bultaco 250) Jorge Capapey Larossa (Bultaco 250) Oriol Puig Bultó (Bultaco 350) C. Verdaguer Torrens (Bultaco 350)                |
| 1970                    | 7. Oriol Puig Bultó (Bultaco 250) C. Verdaguer Torrens (Bultaco 250) F. Munoz (Bultaco 250) C. Giro Vila (Ossa 250) J. Sanchez (Bultaco 350) Jorge Capapey Larossa (Bultaco 350)                 | 10. (A-Mannschaft) |
| 1970                    | 7. Oriol Puig Bultó (Bultaco 250) C. Verdaguer Torrens (Bultaco 250) F. Munoz (Bultaco 250) C. Giro Vila (Ossa 250) J. Sanchez (Bultaco 350) Jorge Capapey Larossa (Bultaco 350)                 | 15. (B-Mannschaft) |
| 1971                    | 9. C. Giro Vila (Ossa 250) J. A. Soler Rafat (Bultaco 250) Narciso Casas Vila (Bultaco 250) E. Bosser Gamundi (Bultaco 250) C. Verdaguer Torrens (Bultaco 350) J. Casanovas Miquel (Bultaco 350) | 20. J. F. Beltran Genoves (Ossa 250) M. Giro Ribot (Bultaco 250) J. Moreno Martin (Bultaco 250) J. Gomez Frias (Bultaco 250)                             |
| 1972                    | 12. Jose Casanovas (Bultaco 250) Narciso Casas (Bultaco 250) F. Vius (Bultaco 250) C. Giro (Ossa 250) Aximeno (Bultaco 350) J. Gomez (Bultaco 500)                                               | 25. J. Martinez (Ossa 250) J. Gonzales (Ossa 250) C. Vega (Ossa 250) F. Beltran (Bultaco 350)                                                            |
| 1973                    | keine Teilnahme | 11. (A-Mannschaft) Juan Regas (Bultaco 250) Narciso Casas (Bultaco 250) Juan Ruidalbas (Bultaco 350) José Pibernat (Bultaco 350)                         |
| 1973                    | keine Teilnahme | 16. (B-Mannschaft) Juan Antonio Soler (Bultaco 350) Jaime Lozoy (Ossa 250) Miguel Monras (Bultaco 250) Jose Casanovas (Montesa 250)                      |
| 1974                    | keine Teilnahme | 14. Narciso Casas (Bultaco 246) José Pibernat (Bultaco 252) Juan Ruidalbas (Bultaco 252) Juan Antonio Soler (Bultaco 353)                                |
| 1975                    | keine Teilnahme | 12. |
| 1976                    | keine Teilnahme | 13. Antonio Marsinach (Ossa 250) Jose Casanovas (Montesa 250) José Pibernat (Bultaco 350) Narciso Casas (Bultaco 500)                                    |
| 1977                    | keine Teilnahme | 11. |
| 1978                    | keine Teilnahme | 7. Juan Ruidalbas (Bultaco 350) José Pibernat (Bultaco 500) Antonio Marsinach (Montesa 500) Narciso Casas (Bultaco 500)                                  |
| 1979                    | 16. Jorge Monjonell (Puch 75) Juan Soler (Fantic 125) José Pujol (Bultaco 500) José Marimon (Montesa 500) Guillermo Moreno (SWM 500) José Piella (SWM 500)                                       | 14. José Pibernat (SWM 125) Carlos Mas (Montesa 500) Antonio Marsinach (Montesa 500) Juan Ruidalbas (Bultaco 500)                                        |
| 1980                    | keine Teilnahme | keine Teilnahme |
| 1981                    | keine Teilnahme | 9. José Piella (SWM 80) Juan Cananasas (SWM 80) Guillermo Moreno (SWM 250) José Pibernat (SWM 250)                                                       |
| 1982                    | keine Teilnahme | keine Teilnahme |
| 1983                    | keine Teilnahme | 12. Josep Vila Roca (Rieju 80) Carlos Mas (Montesa 250) Andreu Gonzales (Alfer 250) Carlos de la Torre (Maico 490)                                       |
| 1984                    | keine Teilnahme | 5. Josep Vila Roca (Rieju 80) Jordi Girona (Alfer 250) Guillermo Moreno (Maico 250) Carlos Mas (Montesa 500)                                             |
| 1985                    | 2. Josep Vila Roca (Puch 80) Francisco Rubio (Rieju 80) Jordi Girona (Alfer 125) Fernando Gil (ARM 250) Carlos Mas (Montesa 350) Guillermo Moreno (Maico 500)                                    | ab 1985: Junior World Trophy |
| 1985                    | 2. Josep Vila Roca (Puch 80) Francisco Rubio (Rieju 80) Jordi Girona (Alfer 125) Fernando Gil (ARM 250) Carlos Mas (Montesa 350) Guillermo Moreno (Maico 500)                                    | 2. Oscar Gallardo (KTMKTM 250) Joaquim Figueras (KTM 250) Agusti Vall (KTM 500) David Colom (KTM 500)                                                    |
| 1986                    | 9. Josep Vila Roca (Accossato 80) Carlos Mas (Yamaha 250) Guillermo Moreno (Maico 500) Jordi Riera (KTM 500) Fernando Gil (Husqvarna 500) Valentin Fargas (Husqvarna +500 4T)                    | 8. Francisco Rubio (Rieju 80) Jordi Girona (Alfer 250) Oscar Gallardo (KTM 250) David Colom (KTM 500)                                                    |
| 1987                    | 11. Francisco Rubio (Rieju 80) Augusti Vall (KTM 250) Jordi Arcarons (KTM 250) Carlos Mas (Yamaha 250) Fernando Gil (Husqvarna 500) Valentin Fargas (Husqvarna +500 4T)                          | 6. Oscar Gallardo (Cagiva 125) Jordi Munez (KTM 250) Joan Pons (Yamaha 250) Francisco Oliva (Honda 250)                                                  |
| 1988                    | 8. Francisco Rubio (Rieju 80) Jordi Arcarons (Cagiva 250) Carlos Montaner (Yamaha 125) Oscar Gallardo (Cagiva 125) Joan Pons (Yamaha 250) Valentin Fargas (Husqvarna +500 4T)                    | 6. Ferran Serarois (Cagiva 125) Jordi Munez (KTM 125) Jaime Colom (KTM 125) Francisco Oliva (Cagiva 125)                                                 |
| 1989                    | 12. Francisco Rubio (Rieju 80) Jordi Arcarons (KTM 125) Oscar Gallardo (Cagiva 125) Carles Muntaner (Yamaha 125) Agusti Vall (KTM 250) Carlos Mas (Yamaha 250)                                   | 11. Jaime Colom (KTM 125) Francisco Oliva (Honda 125) Ferran Serarois (Cagiva 250) Joan Pons (Yamaha 250)                                                |
| 1990                    | 15. Albert Franch (KTM 125) Joan Pons (Yamaha 250) Josep Lluis Steuri (Husaberg 350 4T) Agusti Vall (KTM 500) Oscar Gallardo (Husqvarna 500) Valentin Fargas (Husaberg +500 4T)                  | 7. Jaime Colom (KTM 125) Jordi Aguilar (GasGas 125) Ferran Serarois (GasGas 125) Jordi Pares (GasGas 250)                                                |
| 1991                    | 7. Ferran Serarois (GasGas 125) Carles Muntaner (Yamaha 125) Jaime Colom (KTM 125) Oscar Gallardo (Kawasaki 250) Santi Piella (GasGas 500) Ramon Ruidalbas (Husaberg 350 4T)                     | 6. Isidre Esteve (TM 80) Jordi Aguilar (Yamaha 125) Xavier Puigdemont (GasGas 125) Joan Roma (KTM 250)                                                   |
| 1992                    | 3. Augusti Vall (KTM 250) Alex Llobet (KTM 250) Carles Muntaner (KTM 125) Josep Lluis Steuri (KTM 250) Ramon Ruidalbas (KTM 350 4T) Oscar Gallardo (KTM 500)                                     | keine Teilnahme |
| 1993                    | 12. Pedro Perez (KTM 125) Albert Guerrero (KTM 250) Jaume Colom (KTM 250) Ferran Serarois (KTM 500) Oscar Gallardo (KTM 500) Alex Llobet (KTM 1300)                                              | 4. Marc Puigdemont (GasGas 80) Xavier Puigdemont (GasGas 80) Isidre Esteve (GasGas 80) Josep Rovira (GasGas 125)                                         |
| 1994                    | keine Teilnahme | 5. Marc Puigdemont (GasGas 125) Isidre Esteve (GasGas 125) Jose Carrete (KTM 175) Alberto Alba (KTM 175)                                                 |
| 1995                    | 13. Xavier Puigdemont (GasGas 125) Alex Llobet (Alfer 175) Josep Rovira (KTM 175) Jaume Colom (Alfer 175) Oscar Gallardo (Husqvarna +500 4T) Albert Guerrero (KTM 350 4T)                        | 3. Isidre Esteve (Honda 125) Marc Puigdemont (GasGas 125) Miki Arpa (GasGas 175) Joan Roma (KTM +500 4T)                                                 |
| 1996                    | 12. Xavier Puigdemont (GasGas 125) Jaume Colom (Alfer 175) Marc Puigdemont (GasGas 175) Albert Guerrero (Honda 175) Joan Roma (KTM 500) Oscar Gallardo (Husqvarna 500)                           | 10. Jordi Molas (Honda 125) Miki Arpa (KTM 175) Josep Pou (GasGas 175) Marc Coma (KTM 175)                                                               |
| 1997                    | 12. Marc Puigdemont (GasGas 125) Jordi Duran (TM 125) Miguel Garcia (TM 125) Pau Soler (GasGas 175) Xavier Puigdemont (GasGas 175) Joan Roma (GasGas 400 4T)                                     | 10. Xavier Pons (Honda 125) Arnau Vilanova (TM 125) Jordi Viladoms (Honda 175) Gerard Farres (KTM 175)                                                   |
| 1998                    | 12. Alex Llobet Jordi Viladoms Arnau Vilanova Aldo Bach Isidre Esteve Alfonso | 1. Xavier Pons Miki Arpa Marc Coma Gerard Farres |
| 1999                    | 5. Aldo Bach (KTM 125) Isidre Esteve (KTM 125) Antonio Villegas (KTM 125) Xavier Pons (Honda 250) Joan Roma (KTM 500 4T) Jordi Duran (KTM 500 4T)                                                | 1. Arnau Vilanova (TM 125) Xacob Agra (KTM 250) Gerard Farres (KTM 250) Miki Arpa (Husqvarna 250)                                                        |
| 2000                    | 3. Isidre Esteve (KTM 125) Antonio Villegas (KTM 125) Miki Arpa (Husqvarna 250) Jordi Viladoms (Yamaha 250) Joan Roma (KTM 500 4T) Marc Coma (Husqvarna 500 4T)                                  | 1. Xavier Pons (KTM 125) Gerard Farres (KTM 250) Xacob Agra (KTM 250) Jordi Duran (KTM 500 4T)                                                           |
| 2001                    | 3. Isidre Esteve (KTM) Xacob Agra (KTM) Miki Arpa (VOR) Xavier Colomer (KTM) Juan Roma (Husaberg) Marc Coma (Husqvarna) Iván Cervantes (KTM 500)                                                 | 3. Xavier Pons (KTM) Jordi Viladoms (Yamaha) Gerard Farres (KTM) Jordi Duran (KTM)                                                                       |
| 2002                    | 10. Xacob Agra (KTM 175) Isidre Esteve (KTM 250) Xavier Colomer (TM 400) Miki Arpa (VOR 500) Marc Coma (Husqvarna 500) Iván Cervantes (KTM +500 4T)                                              | 9. Daniel Llobet (Honda 125) Jordi Viladomas (Yamaha 250) Gerard Farres (KTM) Jordi Duran (KTM 500)                                                      |
| 2003                    | 4. Xavier Puigdemont (KTM 125) Xacob Agra (KTM 250) Gerard Farres (KTM 250) Miki Arpa (Honda 450) Jordi Duran (KTM 450) Iván Cervantes (KTM 525)                                                 | 14. Daniel Llobet (Honda 125) Arnau Vilanova (Honda 250) Jordi Viladomas (Yamaha 450) Joan Jou (KTM 450)                                                 |
| 2004                    | DQU (a) Daniel Llobet (Honda) Oriol Tort (Husqvarna) Miki Arpa (Husqvarna) Xavier Puigdemont (KTM) Gerrard Farres (KTM) Joan Jou (Husaberg)                                                      | DQU (a) Cristobal Guerrero (Yamaha) Arnau Vilanova (Honda) Iván Cervantes (KTM) Xavier Galindo (KTM)                                                     |
| 2005                    | keine Teilnahme | keine Teilnahme |
| 2006                    | 3. Iván Cervantes (KTM 250) Xacob Agra (KTM 450) Joan Jou (Yamaha 450) Oriol Mena (GasGas 300) Cristobal Guerrero (GasGas 300) Xavier Galindo (KTM 525)                                          | 9. Guillem Parres (GasGas 125) Armand Monleon (KTM 450) Lorenzo Santolino (KTM 450) Lucas Puerta (KTM 525)                                               |

## Seit 2007
| Jahr | World Trophy | Junior World Trophy                                                                                            | Women’s World Trophy                                                                        |
| ---- | --- | --- | ------------------------------------------------------------------------------------------- |
| 2007 | keine Teilnahme | 1. Cristóbal Guerrero (Yamaha 250) Oriol Mena (Yamaha 250) Lorenzo Santolino (KTM 450) Carlos Andreu (KTM 450) | keine Teilnahme                                                                             |
| 2008 | 4. Iván Cervantes (KTM) Xacob Agra (BMW) Cristobal Guerrero (Yamaha) Oriol Mena (KTM) Xavier Galindo (KTM) Gerard Farres (KTM)                                | 4. Guillem Pares (Yamaha) Lorenzo Santolino (KTM) Armand Monleon (Yamaha) Lucas Puerta (Yamaha)                | keine Teilnahme                                                                             |
| 2009 | 16. Josep Rallo (Yamaha) Cristobal Guerrero (Yamaha) Joan Barreda (Suzuki) Joan Jou (Kawasaki) Guillem Pares (GasGas) Marc Sola (Gas Gas)                     | 1. Victor Guerrero (Yamaha) Oriol Mena (Husaberg) Lorenzo Santolino (KTM) Mario Roman (KTM)                    | keine Teilnahme                                                                             |
| 2010 | keine Teilnahme | 1. Victor Guerrero (Yamaha) Mario Roman (KTM) Lorenzo Santolino (KTM) Oriol Mena (Husaberg)                    | keine Teilnahme                                                                             |
| 2011 | 2. Victor Guerrero (Yamaha) Mario Ramon (KTM) Lorenzo Santolino (KTM) Cristobal Guerrero (KTM) Ivan Cervantes (GasGas) Oriol Mena (Husaberg)                  | 6. Pau Botella (KTM) Guillem Pares (Suzuki) Eloi Salsench (KTM) Marc Sola (KTM)                                | keine Teilnahme                                                                             |
| 2012 | 6. Cristóbal Guerrero (KTM) Víctor Guerrero (KTM) Iván Cervantes (GasGas) Lorenzo Santolino (Husqvarna) Armand Monleon (KTM) Aarón Bernárdez (TM)             | 8. Alfredo Gómez (Husaberg) Eloi Salsench (KTM) Marc Solá (KTM) Arnau Solá (Yamaha)                            | keine Teilnahme                                                                             |
| 2013 | 5. Lorenzo Santolino (Husqvarna) Cristóbal Guerrero (KTM) Iván Cervantes (KTM) Víctor Guerrero (KTM) Mario Roman (Husaberg) Oriol Mena (Husaberg)             | keine Teilnahme                                                                                                | keine Teilnahme                                                                             |
| 2014 | 3. Jaume Betriu (Husqvarna) Josep García (Husqvarna) Lorenzo Santolino (Sherco) Victor Guerrero (KTM) Jonathan Barragan (Husqvarna) Iván Cervantes (KTM)      | keine Teilnahme                                                                                                | keine Teilnahme                                                                             |
| 2015 | 19. Jonathan Barragan (GasGas) Jaume Betriu (Husqvarna) Josep García (Husqvarna) Victor Guerrero (KTM) Lorenzo Santolino (Sherco) Cristobal Guerrero (Yamaha) | keine Teilnahme                                                                                                | keine Teilnahme                                                                             |
| 2016 | 12. Victor Guerrero (KTM) Jonathan Barragan (GasGas) Iván Cervantes (KTM) Jaume Betriu (KTM)                                                                  | 16. Josep García (Husqvarna) Jordi Quer Molgo (Husqvarna) Tosha Schareina (Husqvarna)                          | 2. Laia Sanz (KTM) Mireia Badia (Husqvarna) Sandra Gómez (Husqvarna)                        |
| 2017 | 15. Josep García (KTM) Cristobal Guerrero (Yamaha) Jaume Betriu (KTM) Ramon Quer Molgo (Husqvarna)                                                            | 5. Enric Francisco (KTM) Jordo Quer Molga (Husqvarna) Tosha Schareina (Husqvarna)                              | 9. Mireia Badia (Husqvarna) Laia Sanz (KTM) Gabriela Seisdedos (KTM)                        |
| 2018 | 5. Victor Guerrero (Yamaha) Cristobal Guerrero (Yamaha) Jaume Betriu (KTM) Jonathan Barragan (GasGas)                                                         | 10. Tosha Schareina (Husqvarna) Kirian Mirabet (Honda) Enric Francisco (KTM)                                   | 3. Sandra Gomez (KTM) Mireia Badia (Husqvarna) Gabriela Seisdedos (GasGas)                  |
| 2019 | 4. Kirian Mirabet (Honda) Cristobal Guerrero (Yamaha) Tosha Schareina (Husqvarna) Josep García (KTM)                                                          | 3. Marc Sans (Husqvarna) Sergio Navarro (Husqvarna) Pau Tomas (Beta)                                           | 5. Mireia Badia (Husqvarna) Aida Castro (Husqvarna) Sandra Gomez (Husqvarna)                |
| 2021 | 2. Josep García (KTM) Jaume Betriu (KTM) Marc Sans (Husqvarna) Cristobal Guerrero (Beta)                                                                      | 12. Bernat Cortes (GasGas) Enric Francisco (Sherco) Pau Tomas (Beta)                                           | 3. Mireia Badia (GasGas) Julia Calvo (Beta) Sandra Gomez (GasGas)                           |
| 2022 | 3. Josep García (KTM) Jaume Betriu (KTM) Marc Sans (Husqvarna) Bernat Cortes (GasGas)                                                                         | 5. Albert Fontova (KTM) Adria Sanchez (KTM) Julio Pando (Beta)                                                 | 8. Mireia Badia (Rieju) Julia Calvo (Beta) Nora Esteban (Husqvarna)                         |
| 2023 | 7. Sergio Navarro (Husqvarna) Jaume Betriu (KTM) Alejandro Navarro (Beta) Josep García (KTM)                                                                  | keine Teilnahme                                                                                                | keine Teilnahme                                                                             |
| 2024 | 3. Sergio Navarro (Husqvarna 350 4T) Josep García (KTM 250 4T) Jaume Betriu (KTM 300 2T) Julio Pando (Beta 350 4T)                                            | 6. Albert Fontova (GasGas 350 4T) Yago Dominguez (Sherco 250 2T) Alex Puey (Beta 250 2T)                       | 8. Mireia Badia (Rieju 300 2T) Maria San Miguel (Rieju 300 2T) Anitua Esteban (Beta 350 4T) |